# Walt Dohrn

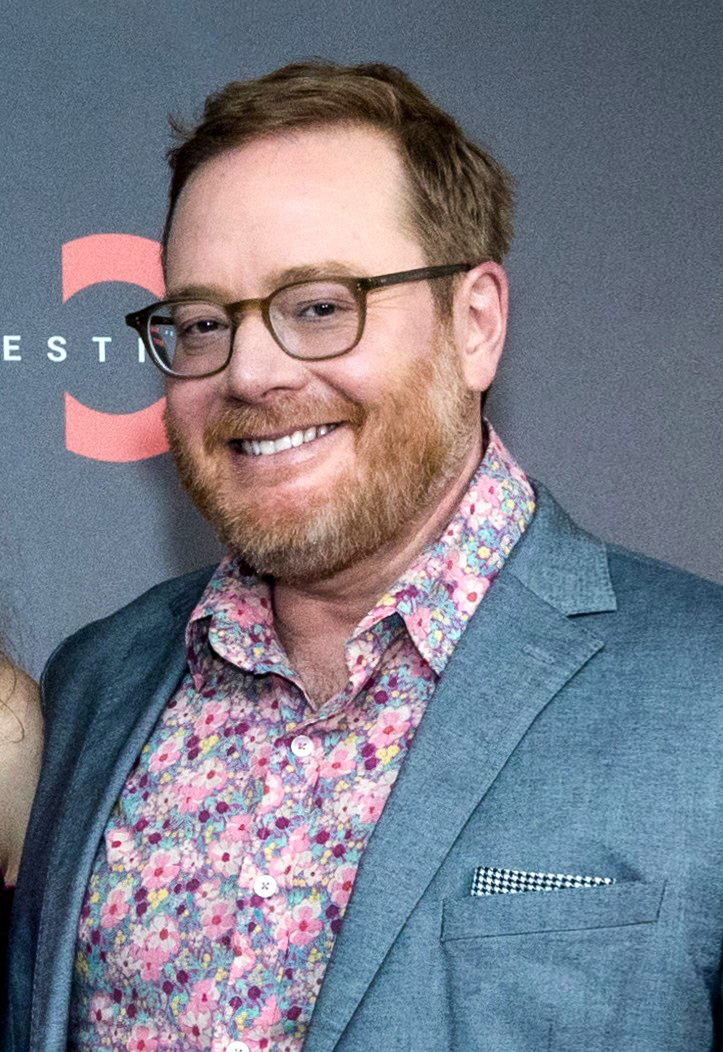
Walt Dohrn im Juni 2023 beim Festival d’Animation Annecy

Walter „Walt“ Dohrn (* 5. Dezember 1970) ist ein amerikanischer Drehbuchautor, Regisseur, Trickzeichner, Musiker und Synchronsprecher. Er war die Stimme von Rumpelstilzchen in Für immer Shrek sowie einiger Nebenrollen in Shrek der Dritte. Dohrn arbeitete auch als Drehbuchautor und Regisseur in der zweiten Staffel von SpongeBob Schwammkopf.

## Filmografie

### Film
- 1997: Mr. Magoo
- 2004: Shrek 2 – Der tollkühne Held kehrt zurück
- 2004: Große Haie – Kleine Fische
- 2005: Madagascar
- 2007: Shrek der Dritte
- 2010: Für immer Shrek
- 2010: Donkey’s Caroling Christmas-tacular
- 2011: Thriller Night
- 2012: Puss in Boots: The Three Diablos
- 2012: Die Hüter des Lichts
- 2014: Die Abenteuer von Mr. Peabody & Sherman
- 2014: Die Pinguine von Madagascar
- 2016: Trolls
- 2017: The Boss Baby
- 2017: Captain Underpants – Der supertolle erste Film
- 2020: Trolls World Tour
- 2023: Trolls – Gemeinsam Stark (Trolls Band Together)

### Fernsehen
- 1997: Neds Bösenachtgeschichten
- 2000–2002: SpongeBob Schwammkopf
- 2001: A Kitty Bobo Show
- 2001–2003: Dexters Labor
- 2002: Whatever Happened to... Robot Jones?
- 2009: Monsters vs. Aliens: Mutant Pumpkins from Outer Space
- 2010: Scared Shrekless
- 2014: King Star King

### Computerspiele
- 1997: Neds Bösenachtgeschichten
- 2010: Shrek Forever After